# Vorderer Geißlkopf
Der Vordere Geißlkopf (auch Hohe Geißl und Vorderer Geiselkopf) ist ein 2974 m ü. A. hoher Berg in der Goldberggruppe der Zentralalpen in den österreichischen Bundesländern Kärnten und Salzburg.

## Lage und Umgebung
Der felsige Gipfel des Vorderen Geißlkopf erhebt sich an der Grenze zwischen den Gemeinden Bad Gastein im Norden, Flattach im Südwesten und Mallnitz im Südosten. Die Bad Gasteiner und Mallnitzer Teile des Bergs gehören zum Nationalpark Hohe Tauern. Die oberen Hänge in Flattach liegen im Naturschutzgebiet Wurten. Der Gipfel des Hinteren Geißlkopfs liegt knapp 840 m nordwestlich von jenem des Vorderen Geißlkopfs. Beide Berge sind Teil eines Gebirgskamms, der das Nassfeld umrahmt. Der Kamm beginnt beim Kolmkarspitz und führt über das Niedersachsenhaus, den Neunerkogel, die Herzog-Ernst-Spitze, das Schareck, den Weinflaschenkopf, die Schlapperebenspitzen, die Murauer Köpfe, der Hinteren Geißlkopf, den Vorderen Geißlkopf und den Westerfrölkekogel bis zur Hagener Hütte am Niederen Tauern. Im Tal zwischen dem Vorderen Geißlkopf und dem Westerfrölkekogel entspringt mit dem Höllkarbach ein Nebenbach der Nassfelder Ache. Nördlich des Gipfels des Vorderen Geißlkopfs erstreckt sich ein Blockgletscher.
Über die östlichen, südlichen und westlichen Hänge des Bergs verläuft der Weitwanderweg Zentralalpenweg. Der Vordere Geißlkopf zählt zu den 55 Gipfeln des Gasteinertals, für deren vollständige Besteigung der Gasteiner Gipfelkranz vergeben wird, die höchste Klasse der Gasteiner Wandernadeln des Österreichischen Alpenvereins.

## Name
Der Namensbestandteil Geißl- leitet sich vom slawisch-karantanischen koz(i)l(u) für „Bock“ oder „Gamsbock“ her.

## Geologie
In geologischer Hinsicht ist das Gipfelumfeld von Kalkglimmerschiefer und Kalksilikatgneis des Tauernfensters (Penninikum) geprägt. Außerdem kommen am Berg abschnittsweise Metadiabas und Grünschiefer, Quarzit sowie Phyllit, Schiefer, Phyllonit und Leukophyllit vor.

## Fauna
Am Vorderen Geißlkopf wurde die geschützte Alpenhummel (Bombus alpinus) beobachtet. Am Berg wachsen die Schlauchpilz-Arten Agonimia gelatinosa, Agonimia tristicula, Dacampia hookeri und Didymocyrtis consimilis.